# Battonya
Battonya (rumänska: Bătania, serbiska: Батања, kroatiska: Batanja) är en stad och kommun i distriktet Mezőkovácsháza i provinsen Békés i sydöstra Ungern. Kommunen har 4 860 invånare (2024), på en yta av 145,71 km². Battonya fick stadsrättigheter den 1 mars 1989.
Vid folkräkningen år 2022 var 82,5 % ungrare, 12,2 % rumäner, 4,8 % serber, 0,9 % romer, 0,5 % tyskar och 2,2 % övriga.

## Vänorter
- Pecica, Rumänien (1996)
- Beočin, Serbien (1997)
- Lipova, Rumänien (1997)